# Marais de Malibaud
Le Marais de Malibaud  est un marais tourbeux situé sur les communes de Saint-Sauveur-de-Cruzières, Bessas et Vagnas, à l'extrême sud du département de l'Ardèche. Il est classé en ZNIEFF et une petite zone est classée Site d'Importance Communautaire Natura 2000.  

## Description
Le Marais de Malibaud  est un marais tourbeux sur calcaire, reposant sur un dépôt datant du tertiaire caractérisé par sa couleur orangé vif. De nombreux petits cours d'eau s'y rejoignent, au pied des montagnes de Serre et d'Uzège.
Les alentours sont composés d'une mosaïque de zones cultivées (céréales, vignes...) et de milieux très divers mais tous typiques de la zone méditerranéenne. Le substrat, essentiellement marneux, conjugué au relief relativement plat permet l'existence de nombreux petits cours d'eau, pour la plupart intermittents, et localement de prairies humides voire de véritables marais.

## Statut
Une petite partie du marais de Malibaud est classée Site d'Importance Communautaire Natura 2000 sous le numéro n°FR8201668 sur une superficie de 41 hectares entièrement sur la commune de Saint-Sauveur-de-Cruzières,.

Le reste du marais est classé zone naturelle d'intérêt écologique, faunistique et floristique de type I, sous le numéro no 07200002, sur une superficie de 1 287 hectares sur les communes de Saint-Sauveur-de-Cruzières, Bessas et Vagnas.

## Faune

### Invertébrés
Le marais abrite quatre insectes considérés comme menacés. : 
- deux odonatoptères : l'agrion de Mercure et la cordulie à corps fin
- deux coléoptères : le grand capricorne et le lucane cerf-volant.

### Amphibiens
Pélodyte ponctué.

### Oiseaux
Le site abrite de espèces d'oiseaux considérées comme menacées au niveau européen : Alouette lulu, Fauvette orphée, Bruant ortolan, Bruant proyer, Pipit rousseline, Bouscarle de Cetti, Cisticole des joncs, Cochevis huppé,  Pie-grièche à tête rousse, etc.

### Poissons
- Barbeau méridional (Barbus meridionalis)
- Blageon (Leuciscus souffia)